# Litmus
Litmus je open source webová aplikace na správu testů. Jedná se o QA nástroj Mozilla Corporation / Mozilla Foundation, který slouží primárně pro projekt Mozilla. Testeři provádějí evidované testy a jejich výsledky zadávají zpět do aplikace. Tímto způsobem jsou průběžně testovány produkty jako Mozilla Firefox, Mozilla Thunderbird či SeaMonkey. Aplikaci si můžete stáhnout přímo z Mozilla CVS.